# Daniil Sihastrul
Daniil Sihastrul (n. începutul secolului al XV-lea, într-un sat din apropierea orașului Rădăuți – d. 1496, Voroneț) a fost un pustnic ortodox român, duhovnic renumit, sfetnic al domnitorului Ștefan cel Mare (1457-1504) și egumen al Mănăstirii Voroneț. El a fost canonizat de Biserica Ortodoxă Română în ședința din 20-21 iunie 1992 a Sfântului Sinod, cu numele de „Sfântul Cuvios Daniil Sihastrul” și ziua de prăznuire a fost stabilită la 18 decembrie.

## Biografie
Contemporan cu Ștefan cel Mare (domnie 1457-1504), Daniil Sihastrul s-a născut la începutul secolului al XV-lea, într-un sat din apropierea orașului Rădăuți, primind la botez numele Dumitru. La vârsta de 16 ani, a fost călugărit cu numele David la Mănăstirea „Sfântul Nicolae” din Rădăuți.

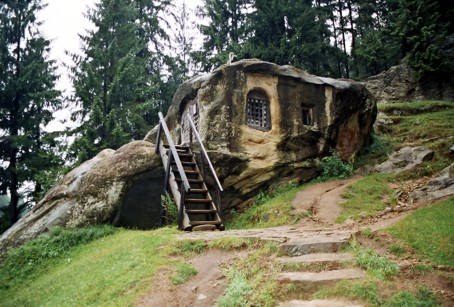
Chilia lui Daniil Sihastrul

După un timp, s-a retras la Mănăstirea „Sfântul Laurențiu” de lângă satul Vicovu de Sus. Simțind nevoia de mai multă liniște, a îmbrăcat schima cea mare, primind numele de schimnic de Daniil și s-a retras într-o zonă împădurită și greu accesibilă de pe valea pârâului Vițău în apropierea actualei localități Putna. Acolo a găsit o stâncă în care a dăltuit un paraclis. Se mai văd și azi pronaosul, naosul și altarul, iar dedesubt o încăpere, săpată tot în piatră, care îi slujea drept chilie. Aici a venit Ștefan cel Mare în anul 1451, după uciderea tatălui său Bogdan al II-lea, la Reuseni, pustnicul Daniil proorocind că în curând va deveni domnitor al Moldovei, ceea ce s-a și întâmplat în anul 1457.
Tot la îndemnul lui Daniil Sihastrul, Ștefan cel Mare construiește Mănăstirea Putna în anul 1466. După sfințirea, în 1470, a acestui lăcaș, se retrage la Voroneț, pe malul pârâului Voroneț, sub stânca Șoimului, unde își continuă viața monahală.

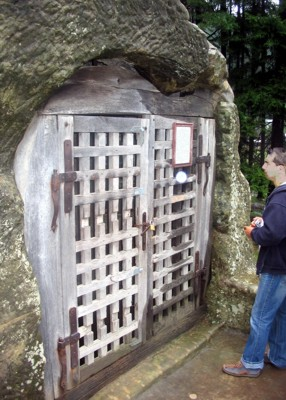
Intrarea în chilie

La Voroneț îl vizitează din nou Ștefan cel Mare, după înfrângerea de la Războieni din 1476, cerându-i sfatul. Daniil Sihastrul l-a sfătuit să continue luptele cu turcii, prevăzând că va birui, ceea ce s-a și întâmplat. În amintirea acestei victorii, în anul 1488 domnitorul a construit Mănăstirea Voroneț. După sfințirea mănăstirii, Daniil se mută de la chilie în mănăstire. Aici își petrece ultima parte a vieții, fiind ales ca egumen al mănăstirii. A decedat în anul 1496 și a fost înmormântat în biserica Mănăstirii Voroneț. Pe piatra de mormânt care s-a făcut la dorința lui Ștefan cel Mare stă scris: „Acesta este mormântul părintelui nostru David, schimonahul Daniil”.
De partea stângă a ușii de intrare (cum se privește din exterior, între contrafort și ușă) se află zugrăviți Grigorie Roșca și Daniil Sihastrul, mentorul mitropolitului.
Daniil Sihastrul a fost la originea unei mișcări isihaste în nordul Moldovei, având mulți ucenici în pădurile din preajma Voronețului, precum și la schiturile și mănăstirile din zonă. El l-a încurajat pe Ștefan cel Mare să lupte pentru apărarea creștinătății și să construiască lăcașuri sfinte (la îndemnul lui a fost construită Mănăstirea Putna).
A fost considerat sfânt încă din timpul vieții, vindecând pe cei bolnavi, alungând demonii și alinând suferințele.